# Rigney (Neuseeland)
Rigney ist eine kleine aus zwei Farmen bestehende Siedlung im Central Otago District der Region Otago auf der Südinsel von Neuseeland.

## Geographie
Die Siedlung befindet sich knapp 9 km südsüdöstlich von Millers Flat und rund 7 km nördlich von Raes Junction am Ostufer des Clutha River/Mata-Au. Die Siedlung ist durch Nebenstraßen mit diesen Orten und der rund 12 km südsüdöstlich liegenden Siedlung Beaumont verbunden. Roxburgh und Lawrence, als die beiden nächstgelegenen Ort, liegen jeweils rund 25 km entfernt und sind über den New Zealand State Highway 8 über Millers Flat zu erreichen.

## Geschichte
Am 16. Dezember 1925 erreichte die Eisenbahn mit dem Roxburgh Branch, einer Nebenstrecke der Main South Line, die Siedlung mit einem Haltepunkt. Am 1. Juni 1968 wurde die gesamte Bahnstrecke stillgelegt und in Folge rückgebaut.